# Шахмухаметов, Дмитрий Сергеевич
Дмитрий Сергеевич Шахмухаметов (род. 19 июля 2000 года, Челябинск, Россия) — российский кикбоксер, чемпион мира по кикбоксингу (2019). Призёр чемпионатов России, первенства Европы и Кубка мира. Мастер спорта России по кикбоксингу.

## Биография
Дмитрий Шахмухаметов начал заниматься кикбоксингом в возрасте шести лет в спортивном лагере, где он был определён в отряд кикбоксеров к заслуженному тренеру России Александру Викторовичу Кувакину. С 2019 года состоит в команде сборной России по кикбоксингу в разделе «Фулл-контакт».

## Семья
Отец Шахмухаметов Сергей Санагатуллович тренер-преподаватель по боксу, мастер спорта СССР (1978)

## Спортивные достижения
- Чемпионат России 2022[3] — ;
- Чемпионат России 2021[4] — ;
- Чемпионат России 2020[5] — ;
- Чемпионат России 2019 Архивная копия от 20 октября 2020 на Wayback Machine[6] — ;
- Чемпионат Мира 2019[7] — ;
- Кубок Мира 2019[8] — ;
- Первенство Европы 2015[9] — ;
- Мастер спорта России по кикбоксингу[10] — ;